# Eugène Fromentin

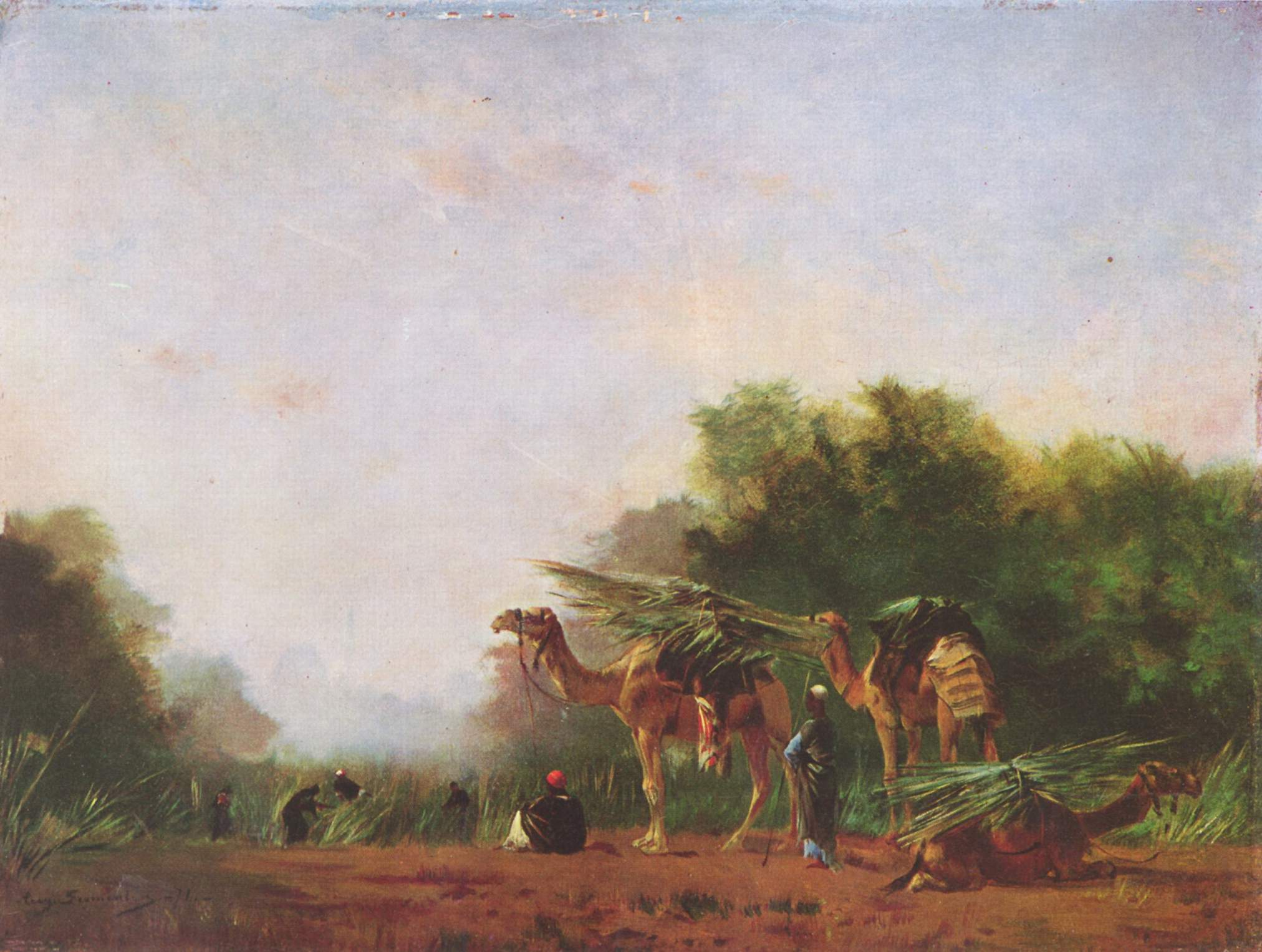
Arabowie (1871)

Eugène Fromentin (ur. 24 października 1820 w La Rochelle, zm. 26 sierpnia 1876 tamże) – francuski malarz, krytyk sztuki i pisarz.
W 1843 ukończył studia prawnicze, równocześnie zajmował się malarstwem i literaturą. Dużo podróżował, m.in. do Algierii i Egiptu, co miało silny wpływ na jego twórczość. Jego prace malarskie, inspirowane dziełami m.in. Eugène Delacroix, charakteryzowały nastrojowość i bogata kolorystyka. Tworzył kompozycje orientalne, sceny rodzajowe (Czarni kuglarze, 1859), pejzaże i epizody z polowań (Polowanie z sokołami, 1863).
W 1875 przebywał w Belgii i Holandii i zainspirowany dawnym malarstwem mistrzów niderlandzkich, flamandzkich i holenderskich, napisał pracę teoretyczną „Mistrzowie dawni” (1876), dzięki której powróciło zainteresowanie sztuką tego regionu. Napisał powieść Dominique.

## Twórczość
- Gorges de la Chiffa (1847),
- La Place de la broche à Constantine (1849),
- Enterrement maure (1853),
- Un été dans le Sahara, (1857),
- Une Année dans le Sahel, (1858),
- Bateleurs nègres, (1859),
- Audience chez un chalife, (1859),
- Berger kabyle (1859),
- Courriers arabes, (1861),
- Bivouac arabe, (1863),
- Chasse au faucon, (1863),
- Fauconnier arabe, (1863),
- Chasse au héron, (1865),
- Voleurs de nuit, (1867)